# Francisco Henríquez de Zubiría
Pour les articles homonymes, voir Henriquez.
Francisco Henríquez de Zubiría est un tireur à la corde colombien naturalisé français né le 10 décembre 1869 à Paris et mort le 6 mars 1933 dans le 8e arrondissement de Paris.

## Biographie
Le Colombien Francisco Henríquez de Zubiría remporte avec l'équipe de l'USFSA la médaille d'argent de l'épreuve de tir à la corde aux Jeux olympiques d'été de 1900. Il a très longtemps été confondu avec le joueur de rugby à XV Constantin Henriquez.
Né en France de parents colombiens et marié en 1898, il est naturalisé français en 1917. Médecin de formation, il travaille à l'ambassade de Colombie en France et sert en tant que docteur lors de la Première Guerre mondiale.